# El Roblito
El Roblito är en ort i Mexiko.   Den ligger i kommunen Tecuala och delstaten Nayarit, i den centrala delen av landet, 800 km väster om huvudstaden Mexico City. El Roblito ligger 1 meter över havet och antalet invånare är 227.
Terrängen runt El Roblito är mycket platt. Runt El Roblito är det ganska glesbefolkat, med 48 invånare per kvadratkilometer. Närmaste större samhälle är Teacapán, 7,7 km nordväst om El Roblito. Trakten runt El Roblito består huvudsakligen av våtmarker.